# Héber Arriola
Héber Alberto Arriola (Buenos Aires, 14 de agosto de 1980) es un exfutbolista argentino.

## Trayectoria
Arriola ha militado en varios clubes de la Argentina, España. En Portugal jugando por el Marítimo compartió vestuario con Pepe y Alan. En la temporada 2004-2005 cuando jugaba en Tigre compartió la delantera con Lucas Barrios. En la temporada 2005-2006 compartió la delantera con Oscar Cardozo. En 2006, tuvo un paso por el club Olimpia de Paraguay. Jugó con la Universidad San Martín de Perú, procedente del campeón paraguayo en 2009, el club Nacional. Con la Universidad San Martín, disputó la Copa Sudamericana 2010, en la que marcó un gol de penal. Obtuvo el Campeonato Descentralizado 2010 y fue el máximo goleador del torneo con 24 anotaciones. En la temporada 2011 alcanzó el cupo a la Copa Sudamericana 2011 quedando en el cuarto puesto de la liga peruana.

## Clubes
| Club                   | País                | Año                 | Partidos | Goles |
| ---------------------- | ------------------- | ------------------- | -------- | ----- |
| Deportivo Español      | Argentina           | 2000 - 2001         | 24       | 9     |
| Marítimo               | Portugal            | 2001 - 2002         | 13       | 1     |
| Deportivo Badajoz      | España              | 2002                | 1        | 0     |
| All Boys               | Argentina           | 2003 - 2004         | 30       | 8     |
| Tigre                  | Argentina           | 2004 - 2005         | 29       | 8     |
| Nacional               | Paraguay            | 2005 - 2006         | 37       | 11    |
| Olimpia                | Paraguay            | 2006 - 2007         | 28       | 7     |
| Nacional               | Paraguay            | 2007 - 2009         | 65       | 20    |
| Universidad San Martín | Perú                | 2010 - 2012         | 64       | 31    |
| Boca Unidos            | Argentina           | 2012                | 5        | 5     |
| Deportivo Laferrere    | Argentina           | 2013 - 2014         | 24       | 5     |
| Total en su carrera    | Total en su carrera | Total en su carrera | 320      | 104   |

## Palmarés

### Campeonatos nacionales
| Título                       | Club                   | País      | Año    |
| ---------------------------- | ---------------------- | --------- | ------ |
| Primera B Metropolitana      | Tigre                  | Argentina | 2004-A |
| Primera B Metropolitana      | Tigre                  | Argentina | 2005-C |
| Primera División de Paraguay | Nacional               | Paraguay  | 2009-C |
| Primera División del Perú    | Universidad San Martín | Perú      | 2010   |

### Distinciones individuales
| Distinción                               | Año  |
| ---------------------------------------- | ---- |
| Goleador de la Primera División del Perú | 2010 |